# Wybory prezydenckie w Stanach Zjednoczonych w 1812 roku

Mapa wyborcza Stanów Zjednoczonych w 1812 roku. Liczba na mapie określa liczbę przedstawicieli stanu w Kolegium Elektorów

Wybory prezydenckie w USA w 1812 roku – siódme wybory prezydenckie w historii Stanach Zjednoczonych. Na urząd prezydenta wybrany został ponownie James Madison, a wiceprezydentem został Elbridge Gerry.

## Kampania wyborcza
Wybory prezydenckie w 1812 roku odbywały się w atmosferze wojny z Wielką Brytanią, która wybuchła latem tego roku. Urzędujący prezydent Madison obawiał się, że Partia Demokratyczno-Republikańska nie wystawi jego kandydatury, jeśli nie zawnioskuje o wypowiedzenie wojny. Wojna, znana jako „wojna pana Madisona” znacznie zmniejszyła popularność prezydenta. Mimo to uzyskał on nominację, a na wiceprezydenta wystawiono Elbridge’a Gerry’ego. Partia Federalistyczna miała wówczas rozbite struktury i zanikała. Poparła kandydaturę republikanina DeWitta Clintona, znanego z pacyfistycznych poglądów. Mimo słabnącego poparcia, Madison odniósł zwycięstwo, jednakże uzyskał znacznie słabsze poparcie na zachodzie i południu kraju oraz w większości stanów Nowej Anglii.

## Kandydaci

### Demokratyczni Republikanie

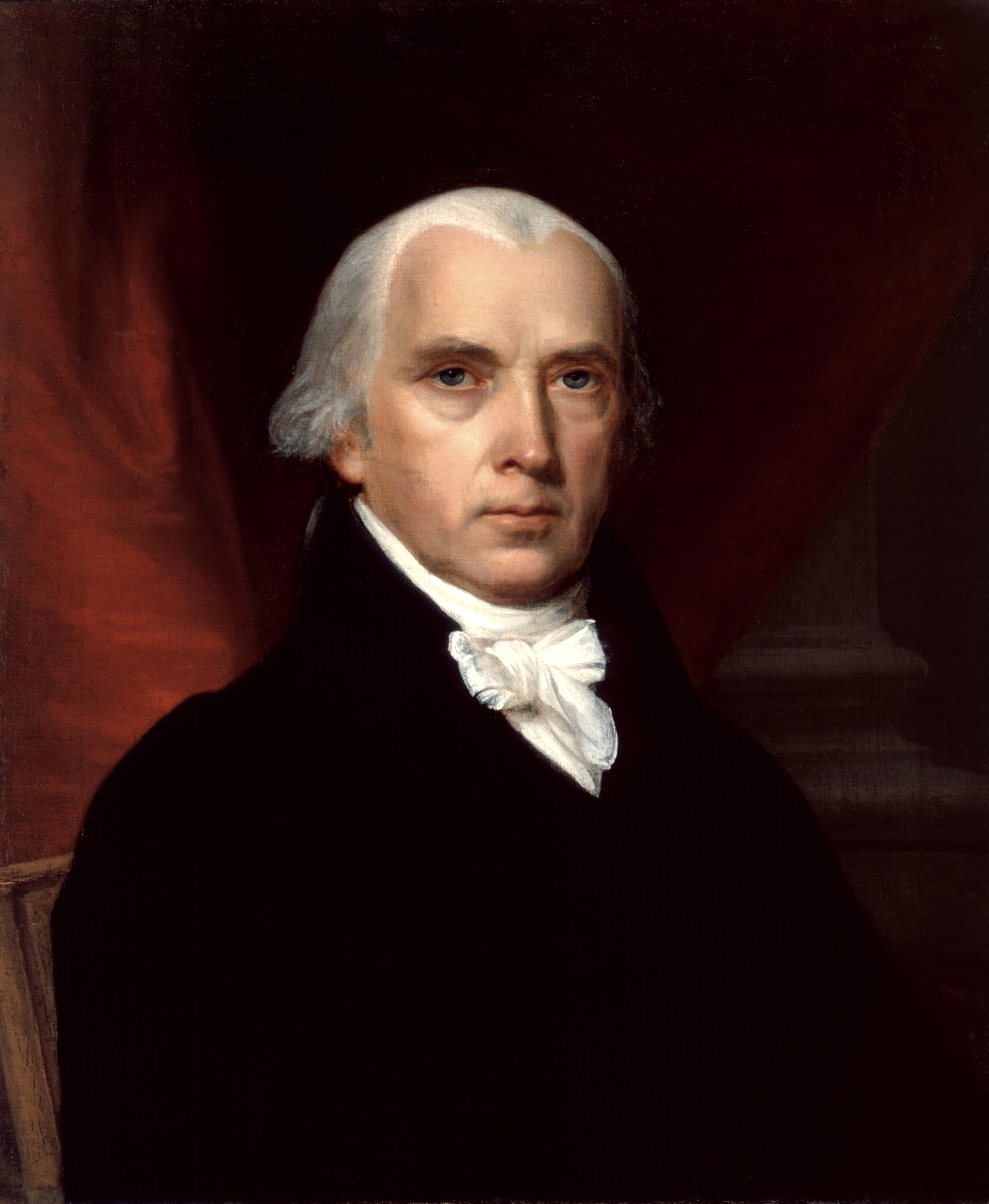
James Madison
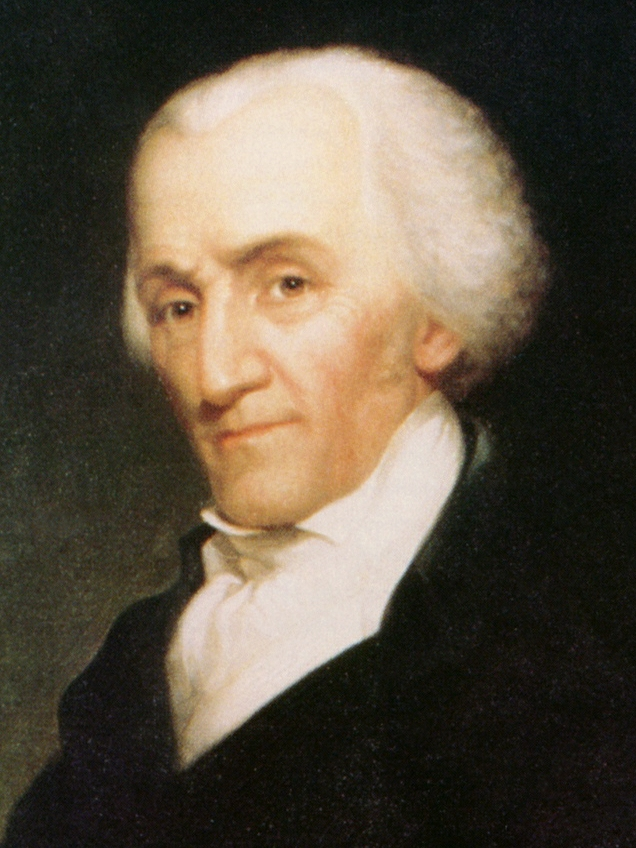
Elbridge Gerry

### Federaliści

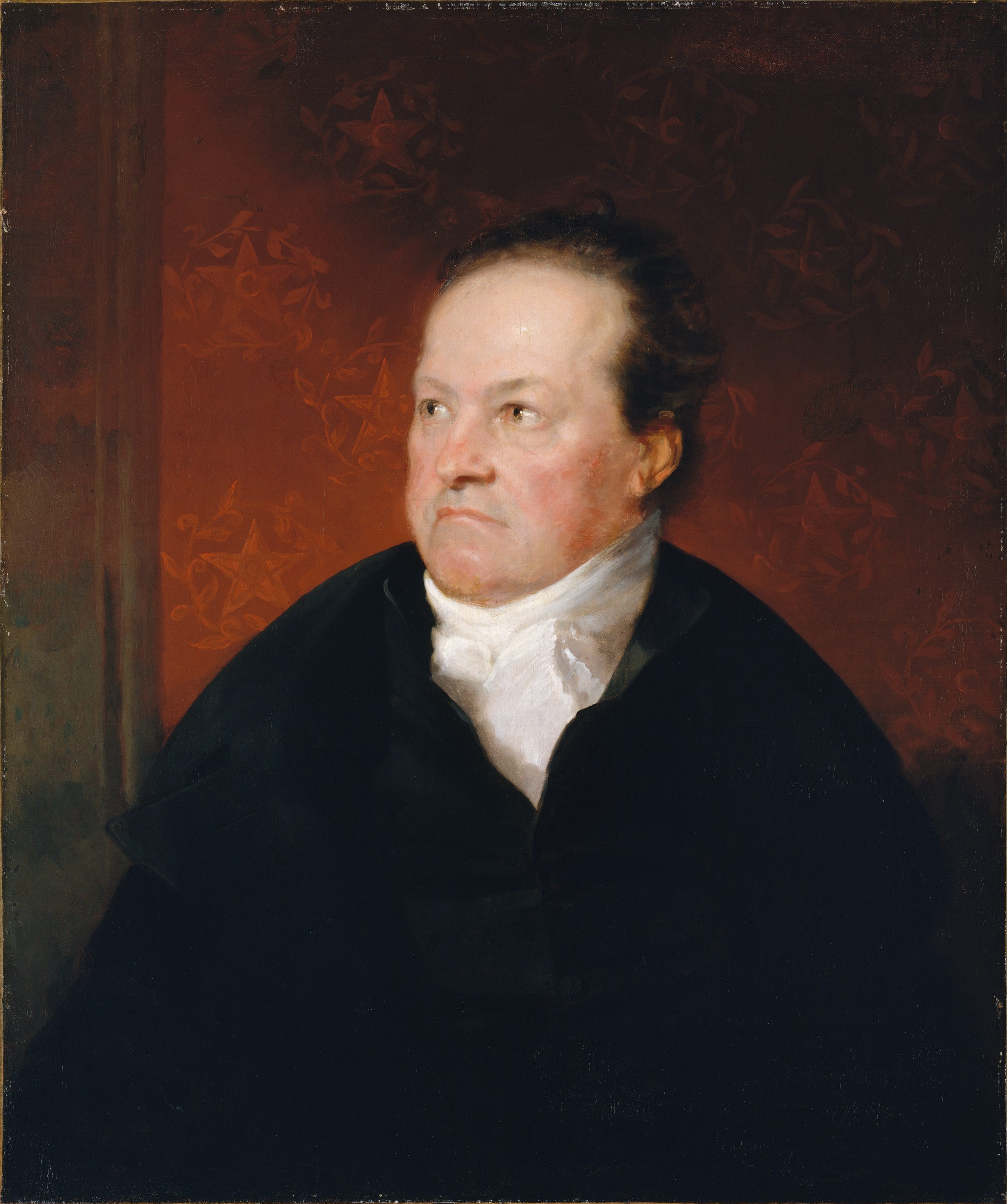
DeWitt Clinton
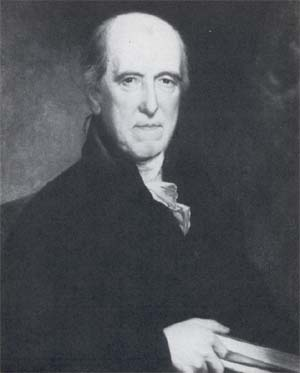
Jared Ingersoll
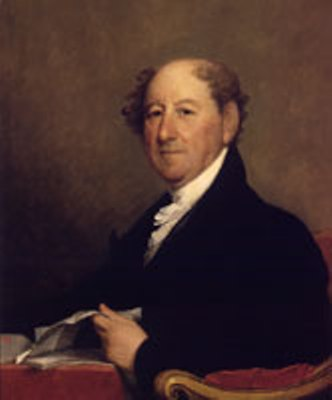
Rufus King

## Wyniki głosowania
Głosowanie powszechne odbyło się pomiędzy 30 października a 16 listopada 1812 i wzięło w nim udział niecałe 280 tys. osób. Madison uzyskał ok. 50,4% poparcia wobec 47,6% dla Clintona. Oprócz tego 2% głosów uzyskał Rufus King. W głosowaniu Kolegium Elektorów (zatwierdzonym 10 lutego 1813) zwycięstwo odniósł James Madison, uzyskując 128 głosów, przy wymaganej większości 108 głosów. Jego kontrkandydat otrzymał 89 głosów. Na wiceprezydenta został wybrany Elbridge Gerry 131 głosami. Na drugiego z kandydatów, Jareda Ingesolla zagłosowało 89 elektorów.
| Stan \ Kandydat na prezydenta | James Madison | DeWitt Clinton | Razem |
| ----------------------------- | ------------- | -------------- | ----- |
| Connecticut                   | -             | 9              | 9     |
| Delaware                      | -             | 4              | 4     |
| Georgia                       | 8             | -              | 8     |
| Karolina Południowa           | 11            | -              | 11    |
| Karolina Północna             | 15            | -              | 15    |
| Kentucky                      | 12            | -              | 12    |
| Luizjana                      | 3             | -              | 3     |
| Maryland                      | 6             | 5              | 11    |
| Massachusetts                 | -             | 22             | 22    |
| New Hampshire                 | -             | 8              | 8     |
| New Jersey                    | -             | 8              | 8     |
| Nowy Jork                     | -             | 29             | 29    |
| Ohio                          | 7             | -              | 7     |
| Pensylwania                   | 25            | -              | 25    |
| Rhode Island                  | -             | 4              | 4     |
| Tennessee                     | 8             | -              | 8     |
| Vermont                       | 8             | -              | 8     |
| Wirginia                      | 25            | -              | 25    |
| Łącznie                       | 128           | 89             | 217   |

| Stan \ Kandydat na wiceprezydenta | Elbridge Gerry | Jared Ingersoll | Razem |
| --------------------------------- | -------------- | --------------- | ----- |
| Connecticut                       | -              | 9               | 9     |
| Delaware                          | -              | 4               | 4     |
| Georgia                           | 8              | -               | 8     |
| Karolina Południowa               | 11             | -               | 11    |
| Karolina Północna                 | 15             | -               | 15    |
| Kentucky                          | 12             | -               | 12    |
| Luizjana                          | 3              | -               | 3     |
| Maryland                          | 6              | 5               | 11    |
| Massachusetts                     | 2              | 20              | 22    |
| New Hampshire                     | 1              | 7               | 8     |
| New Jersey                        | -              | 8               | 8     |
| Nowy Jork                         | -              | 29              | 29    |
| Ohio                              | 7              | -               | 7     |
| Pensylwania                       | 25             | -               | 25    |
| Rhode Island                      | -              | 4               | 4     |
| Tennessee                         | 8              | -               | 8     |
| Vermont                           | 8              | -               | 8     |
| Wirginia                          | 25             | -               | 25    |
| Łącznie                           | 131            | 86              | 217   |